# Манук бей
Манук бей е османски търговец и дипломат.

## Биография
Роден е през 1769 година в Русчук в арменско семейство като Емануил Мирзоян. Развива мащабна дейност като търговец на зърно. Постъпва на държавна служба в Цариград като драгоман, след което заема висши постове във финансовата администрация. Прекарва дълго време и в Букурещ, където изгражда резиденция, а през 1808 година и известния Хан на Манук бей, който и днес е сред забележителностите на града. Участва в преговорите за сключването на Букурещкия договор, сложил край на Руско-турската война от 1806 – 1812 година, който е подписан в неговия хан. По този повод е обвинен в измяна и заминава за руска Бесарабия.
Манук бей умира на 2 юли 1817 година в имението си в Хънчещ.